# マリーンルージュ
マリーンルージュ（MARINE ROUGE）は、ポートサービスが運航するレストラン船。横浜港を拠点に運航されている。

## 概要
横浜港を拠点に、通常は1日4回運航（ランチクルーズ/アフタヌーンクルーズ/トワイライトクルーズ/ディナークルーズ）されている。それ以外にも1つのパーティーで150名以上の乗員であれば貸切運航（チャータークルーズ）が可能である。

### 船内設備
- 「クレスト」－ 着席:60名/立食:70名
- 「カレント」－ 着席:40名/立食:40名
- 「イザベラ」－ 着席:14名/立食:20名
- 「セレッソ」－ 着席:80名/立食:100名
- 「ルミエール」－ 着席:32名
- 「スカイデッキ」－ 立食:150名